# American Bandog
American bandog ou Bandog americano, também chamado de Swinford bandog, é um tipo de cão molosso direcionado para guarda, idealizado pelo veterinário John B. Swinford na década de 1960. 

## História

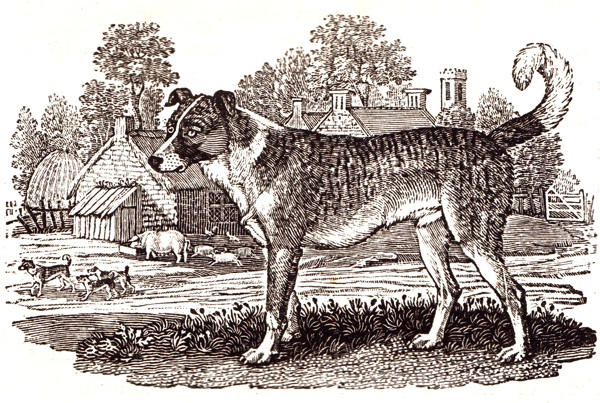
Cão Bandog - Gravura de 1790, presente no livro "A história geral dos quadrúpedes", por Thomas Bewick.

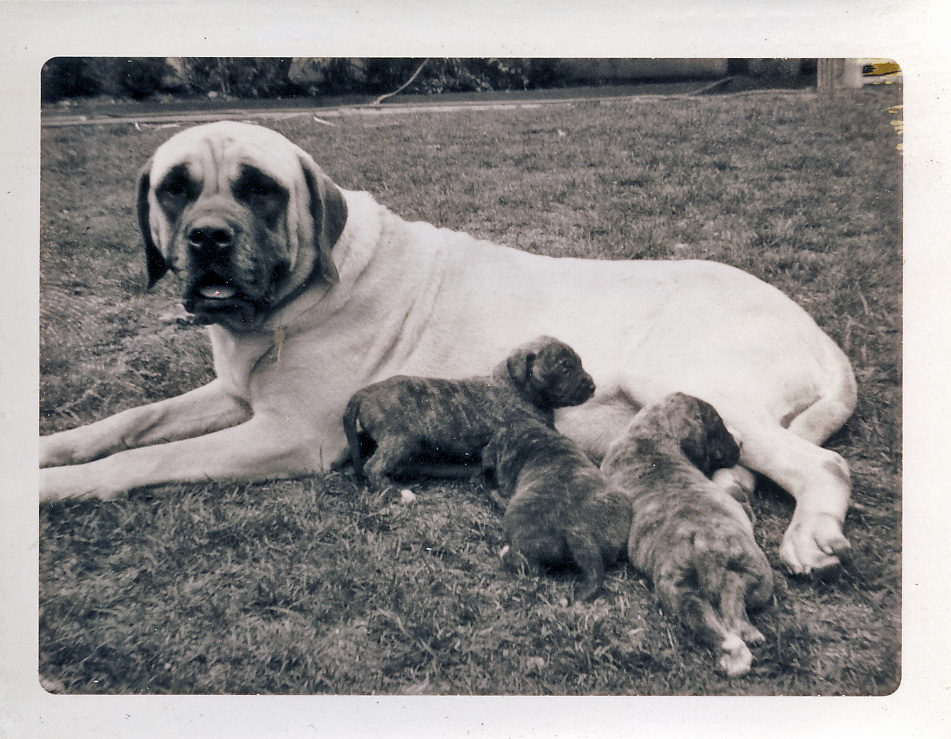
Octavia, cadela Mastiff inglês participante do projeto de Swinford

A nomeação genérica Bandog tem sido utilizada ao longo de séculos, referindo-se a um tipo de cão de guarda; No entanto, a popularidade desta nomeação foi retomada em meados dos anos 1960 pelo veterinário John B. Swinford. O doutor Swinford selecionou qualidades de raças específicas para criar o que ele considerava ser o cão de guarda ideal, que ele chamava de Swinford Bandog (ou Swinford Bandogge). Usando seleção funcional, Dr. Swinford utilizou reprodução seletiva para produzir o que ele acreditava ser melhor o cão de guarda da existência. Swinford trabalhou em seu programa por várias gerações, e chegou a receber significativo reconhecimento por seu trabalho em vários livros e revistas. Mas, infelizmente, o Dr. Swinford faleceu em novembro de 1971 antes de solidificar o futuro da sua criação. Por esta razão, o sucesso a longo prazo de seu programa tem sido questionado, mas apesar disso o seu trabalho desempenhou um papel influente e significativo para alguns criadores e, como resultado, tem havido uma ressurreição da nomeação Bandog. Infelizmente, a descendêcia do cães de Swinford não está presente na genealogia de programas modernos de criação de Bandogs. 
Nenhum programa de melhoramento hoje tem cães criados com base em seu programa. A raça Swinford Bandog tornou-se bastante notável durante a vida do veterinário Swinford, bem como por algum tempo após a sua morte, e foi referido em muitas publicações. O dr. Swinford ficou conhecido por realizar seleções de acordo com o desempenho dos cães utilizados para melhorar as capacidades funcionais e a saúde dos cães de trabalho. 

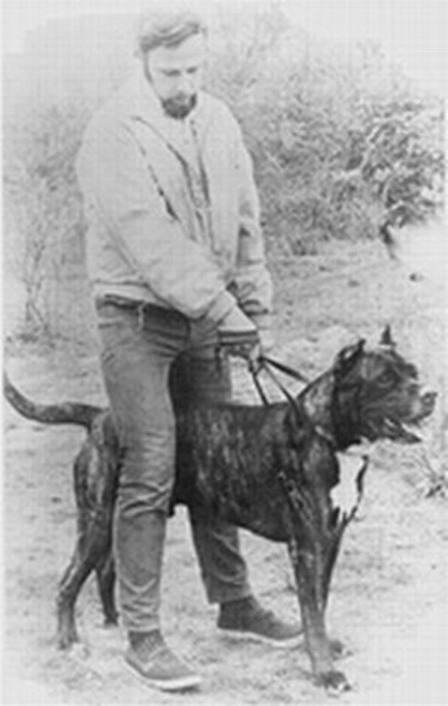
Dr. Swinford e Bantu, um cão da primeira geração do seu projeto.

A visão do Dr. Swinford despertou um reavaliação sobre a criação moderna de cães, que sofre de má seleção devido aos criadores colocarem a aparência estética acima dos aspectos funcionais das raças. Para despertar essas habilidades perdidas e melhorar a eficácia dos modernos cães de guarda do tipo Mastiff, Swinford desejou recriar o cão tipo Mastiff original, utilizando como critério de seleção a funcionalidade acima de todos os outros critérios, assim como era feito séculos atrás. Ao usar o desempenho como critério, Dr. Swinford precisava que seus cães fossem completamente seguros, confiáveis e estáveis dentro de seu ambiente familiar, mas também que fossem corajosos quando necessário. Por esta razão, Dr. Swinford selecionou cães de caça, como o American Pit Bull Terrier, que desempenhou um papel importante para despertar a funcionalidade nos cães tipo mastiff utilizados, agregando e melhorando a sua resistência, movimentação, habilidade atlética, confiança e saúde em geral. 
Usando seleção funcional, John cuidadosamente selecionou vários tipos de cães mastiffs de guarda - principalmente o Mastiff Inglês - e os cruzou com American Pit Bull Terriers de desempenho comprovado, daí surgiram os originais Swinford Bandogs. Bantu, o cão retratado com o Dr. John na foto, foi da primeira geração de Swinford Bandogs produzidos na década de 1960 a partir do cruzamento de um Pit bull comprovado nas rinhas chamado Bob Tail Buddy 1xW, de propriedade do famoso criador e escritor Jack Kelly, com uma cadela Mastiff Inglês chamada "Octavia". 
Apesar do dr. Swinford ter falecido antes de finalizar o projeto, houve interesse suficiente em seus cães para manter o programa por várias gerações, antes de finalmente desaparecer por completo. O Mastiff Inglês continua a ser o componente principal do Swinford bandog; no entanto, em anos sucessivos outros cães do tipo mastiff, como o Mastim Napolitano, Dogue alemão, e Tosa Inu foram inseridos no Swinford Bandog por alguns dos parceiros do programa do dr. Swinford.
A maioria dos programas de criação atuais de Bandog não tem nenhuma ligação genética com os cães do programa Swinford original; no entanto, existem alguns programas hoje que usaram a filosofia de seleção e melhoramento do Swinford Bandog como um modelo para recriar a obra de John Swinford ou para criar seus próprios projetos, com suas próprias "fórmulas".

## American bandogge mastiff
A influência do conceito resgatado pelo Dr. Swinford refletiu uma provável replicação de seu projeto ou inspiração através do moderno tipo de cão chamado American bandogge mastiff de Joe Lucero. Este cão classificado como cross breed(meio-sangue) por regra sempre é obtido da combinação específica entre um cão do tipo "bull", que pode ser o bulldog americano, ou o Pit Bull(de trabalho); e um cão tipo mastiff, que geralmente é o mastim napolitano ou o mastiff inglês.